# Muang Saravan
Muang Saravan är ett distrikt i Laos.   Det ligger i provinsen Salavan, i den sydöstra delen av landet, 500 km sydost om huvudstaden Vientiane.